# 椭圆玉叶金花
椭圆玉叶金花（学名：Mussaenda elliptica）为茜草科玉叶金花属下的一个种。